# UN-Klimakonferenz in Durban 2011
Die UN-Klimakonferenz in Durban war die 17. Konferenz der Vertragsstaaten der Klimarahmenkonvention der Vereinten Nationen (COP 17) und gleichzeitig das siebte Treffen im Rahmen des Kyoto-Protokolls (CMP 7). Sie fand vom 28. November bis zum 11. Dezember 2011 in Durban in Südafrika statt.

## Ergebnisse
Bezug nehmend auf den Fahrplan von Bali und die Vereinbarung der UN-Klimakonferenz in Cancún bekräftigten die Teilnehmer, dass der Temperaturanstieg gegenüber vorindustriellen Verhältnissen auf 1,5 bis 2 Grad Celsius begrenzt werden soll und dass dafür bis zum Jahr 2050 die weltweiten Emissionen an Treibhausgasen deutlich reduziert werden müssen. Ebenso muss ein Zeitrahmen festgelegt werden, ab dem die Emissionen sinken sollen. Sowohl über die Emissionsbegrenzungen als auch über den Zeitrahmen sollen auf der 18. UN-Klimakonferenz in Katar im Jahr 2012 beraten werden. Die in Cancún beschlossenen, im Dokument „FCCC/SB/2011/INF1/Rev.1“ dokumentieren freiwilligen Klimaziele sollen vergleichbar gemacht werden; hierfür müssen die Staaten bis zum 5. März 2012 entsprechende Informationen liefern. Da die bisher genannten Ziele nicht ausreichen, um den Anstieg der Temperatur auf 1,5 bis 2 Grad Celsius zu begrenzen, wurden die Staaten aufgefordert, ihre Anstrengungen zu verstärken.
Ferner wurde eine Arbeitsgruppe beauftragt, ein „Protokoll, anderes rechtliches Instrument oder vereinbartes Ergebnis mit rechtlicher Wirkung“ vorzubereiten, mit dem auf der 21. Konferenz der Vertragsstaaten im Jahr 2015 eine umfassende Vereinbarung aller Mitglieder zum Klimaschutz geschlossen werden soll, die ab 2020 in Kraft treten soll.
Das Kyoto-Protokoll wurde ab 1. Januar 2013 mit einer zweiten Verpflichtungsperiode verlängert. Ziel ist es, dass die Unterzeichnerstaaten bis 2020 ihre Emissionen an Treibhausgasen um 25 bis 40 Prozent reduzieren. Für ihren Reduktionsbeitrag sollten die beteiligten Industriestaaten bis Mai 2012 Vorschläge einreichen. Die Reduktionsbeiträge und die Dauer der zweiten Verpflichtungsperiode (entweder bis Ende 2017 oder bis Ende 2020) sollen auf der 18. UN-Klimakonferenz in Katar entschieden werden.
Der in Cancún beschlossene Green Climate Fund (GCF), der Nicht-Industrieländer bei der Klimafinanzierung und der Anpassung an die Folgen des Klimawandels unterstützen soll, soll im Jahr 2012 arbeitsfähig gemacht werden. Ab 2020 sollen ihm jährlich 100 Milliarden US-Dollar zur Verfügung stehen; offen ist, wie diese finanziert werden. Zum Schutz der Wälder (REDDplus) wurden die Vorgaben der UN-Klimakonferenz in Cancún konkretisiert.

## Bewertung der Ergebnisse
Die südafrikanische Präsidentschaft der Klimakonferenz war zufrieden: Außenministerin Maite Nkoana-Mashabane sagte zum Abschluss: „Wir haben Geschichte geschrieben“. Auch der deutsche Bundesumweltminister Norbert Röttgen sprach von einem „großen, wegweisenden Erfolg für den globalen Klimaschutz“. Diese Einschätzung beruht, wie etwa EU-Klimakommissarin Connie Hedegaard und der britische Energie- und Klimaschutzminister Chris Huhne sagten, vor allem darauf, dass alle Staaten sich damit zu einem rechtsverbindlichen, internationalem Abkommen zum Klimaschutz bekannt hätten; insbesondere die Einbeziehung der USA, Chinas und Indiens, die das Kyoto-Protokoll nicht unterzeichnet haben oder als Nicht-Industriestaaten keine Reduktionsverpflichtungen hatten, gilt ihnen als entscheidender Fortschritt. Alden Meyer von der Union of Concerned Scientists wies aber auch darauf hin, dass bis zu dem geplanten Abkommen 2015 noch harte Verhandlungen bevorstehen. Vielen Beobachtern galt als wichtige Entwicklung auch, dass erstmals die von einem Klimawandel besonders betroffenen armen Länder nicht gegen das Abkommen waren, sondern an der Seite der EU-Staaten dafür gekämpft haben und sehen hier neue Koalitionen entstehen.
Kritiker des Ergebnisses störten sich zum einen daran, dass die Rechtsform des Abkommens offen gehalten ist; zum anderen, dass die bis 2020 zu ergreifenden Maßnahmen vorerst offenbleiben. Für Kumi Naidoo von Greenpeace International sind die bisherigen Ergebnisse der UN-Klimaverhandlungen daher nicht geeignet, die Erderwärmung auf 2 Grad Celsius zu begrenzen.
Klaus Töpfer, ehemaliger UNEP-Direktor, erklärte, die Klimapolitik sei zwar nicht inhaltlich, aber strukturell vorangekommen. Nun liege es an Deutschland, zu demonstrieren, dass Energiewende und Klimaschutz wirtschaftlich und technisch machbar seien. Der Schlüssel dazu sei der Ausbau der erneuerbare Energien in Deutschland. „Deutschland steht nun in der Pflicht, zu beweisen, ob die weltweit viertgrößte Wirtschaftsmacht, die so abhängig von Exporten und energieintensiven Industrien ist, mit einer solchen Energiepolitik wettbewerbsfähig bleiben kann.“